# Babingtonit
Babingtonitul este un insosilicat de calciu, fier și magneziu cu formula chimică  Ca2(Fe,Mn)FeSi5O14(OH).